# Вороницкая (усадьба)
Вороницкая или комплекс Г. А. Валя — старинная усадьба, принадлежавшая в разное время русским дворянским родам — Шереметевым и Енгалычевым, а также лифляндскому роду Липгарт. Расположена в Ломоносовском районе Ленинградской области, в деревне Воронино.

## История
Известно, что Петр I пожаловал в 1712 году мызу Вороницкую своему сподвижнику Алексею Черкасскому, занимавшему позже пост сибирского губернатора. Земли после Черкасского унаследовала его дочь, Варвара Алексеевна, камер-фрейлина высочайшего двора. Она вышла замуж за графа Петра Шереметева, чей род владел мызой в течение последующих десятилетий.
Деревня Воронино и мыза Воронина были упомянуты на карте Ингерманландии А. Ростовцева 1727 года. Мыза Воронинская упоминается также на карте Санкт-Петербургской губернии Я. Ф. Шмидта 1770 года. Согласно 6-й ревизии 1811 года мыза с деревнями принадлежала графу Д. Н. Шереметеву. В 1831 году Шереметевы продали усадьбу предводителю лифляндского дворянства Карлу Липгарту.
К 1834 году у усадьбы были новые хозяева — гвардии поручик и князь Елпидифор Парфенович Енгалычев с супругой. При них территория мызы получила наибольшее развитие. Владельцы возвели господский дом из известняка. На территории усадьбы появились конюшни, оранжереи, служебные постройки. Елпидифор Енгалычев разбил пейзажный парк и фруктовый сад, высадил липы, вязы, клены, ясени, а также устроили террасы. Рядом с одной из них выкопали пруд с родниковой водой. Она стекала в реку, где была сооружена новая мельница. После кончины супругов Енгалычевых в 1870-е годы имение перешло по наследству их сыну Эммануилу Ельпидифоровичу.
Согласно материалам по статистике народного хозяйства Петергофского уезда 1887 года, мыза площадью 6967 десятин принадлежала жене надворного советника Е. И. Граве и вдове генерал-лейтенанта Н. И. Жуковской. Она была приобретена в 1873 году за 105 000 рублей. Водяная мельница при усадьбе сдавалась в аренду.
Усадебные постройки сохранились до XXI века, но не используются и находятся в запущенном состоянии.
В бывшем парке привлекает внимание дуб-солитер, которому 180 лет.

## Галерея

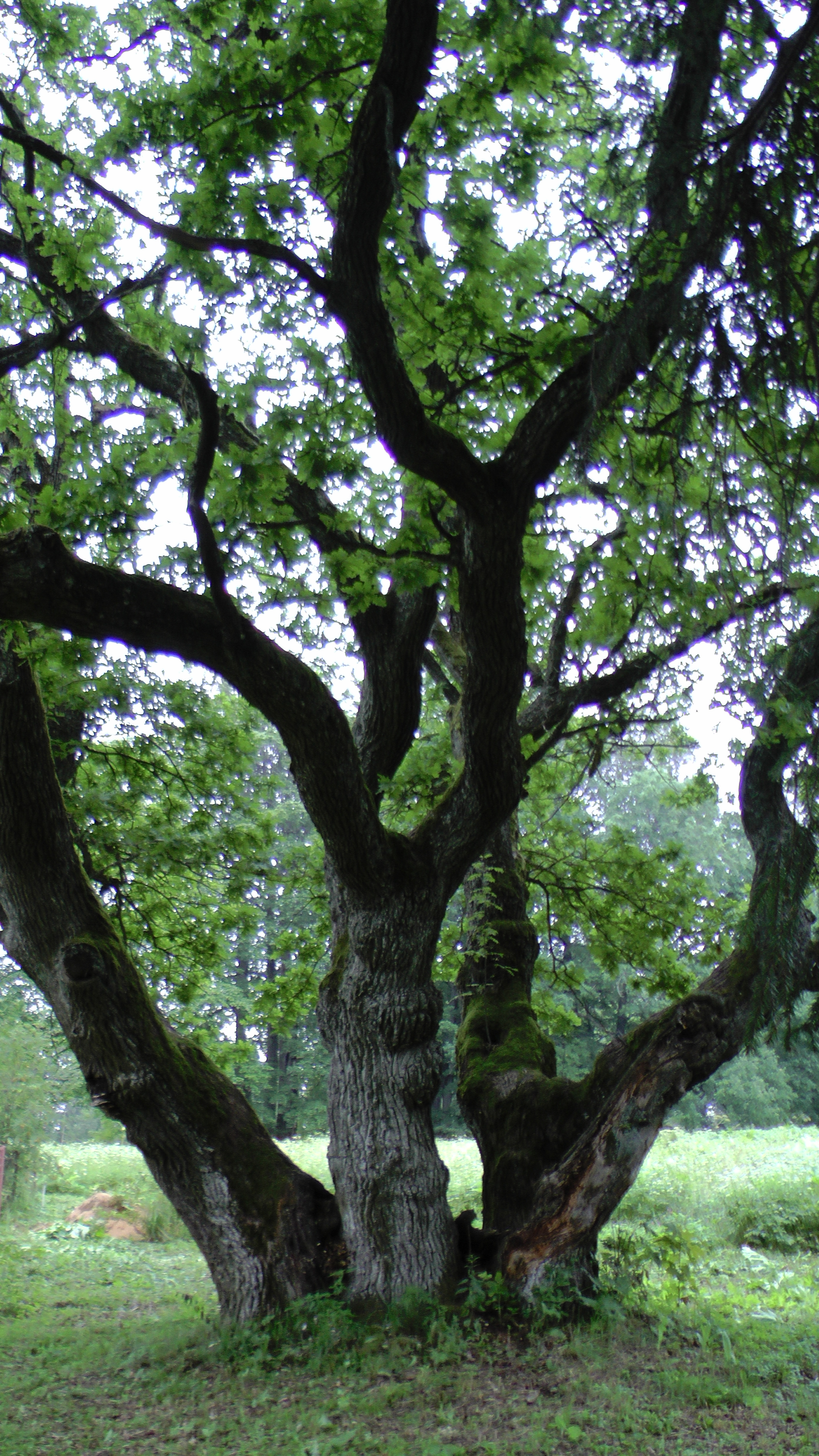
Дуб-солитер (2016)
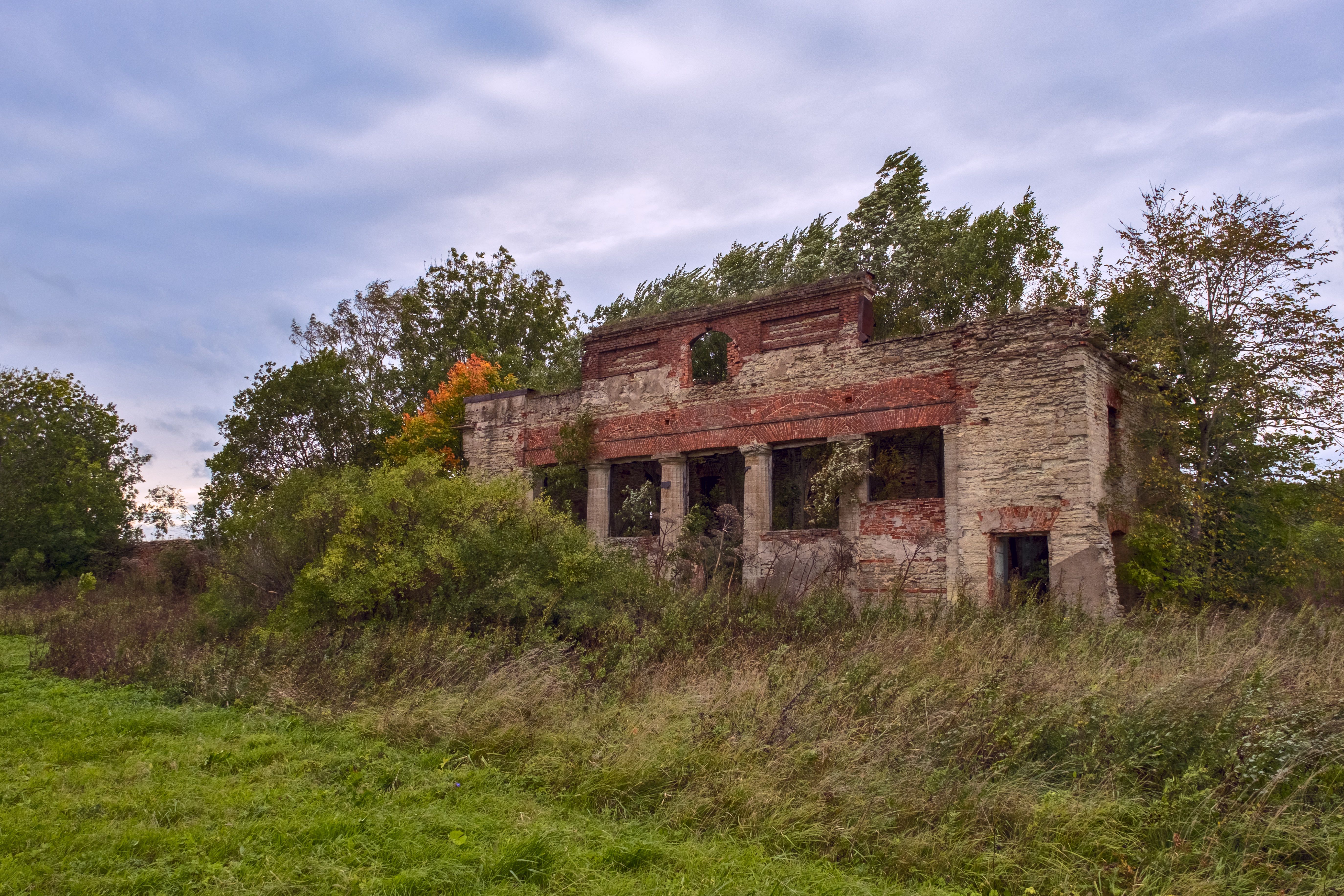
Руины оранжереи (2018)
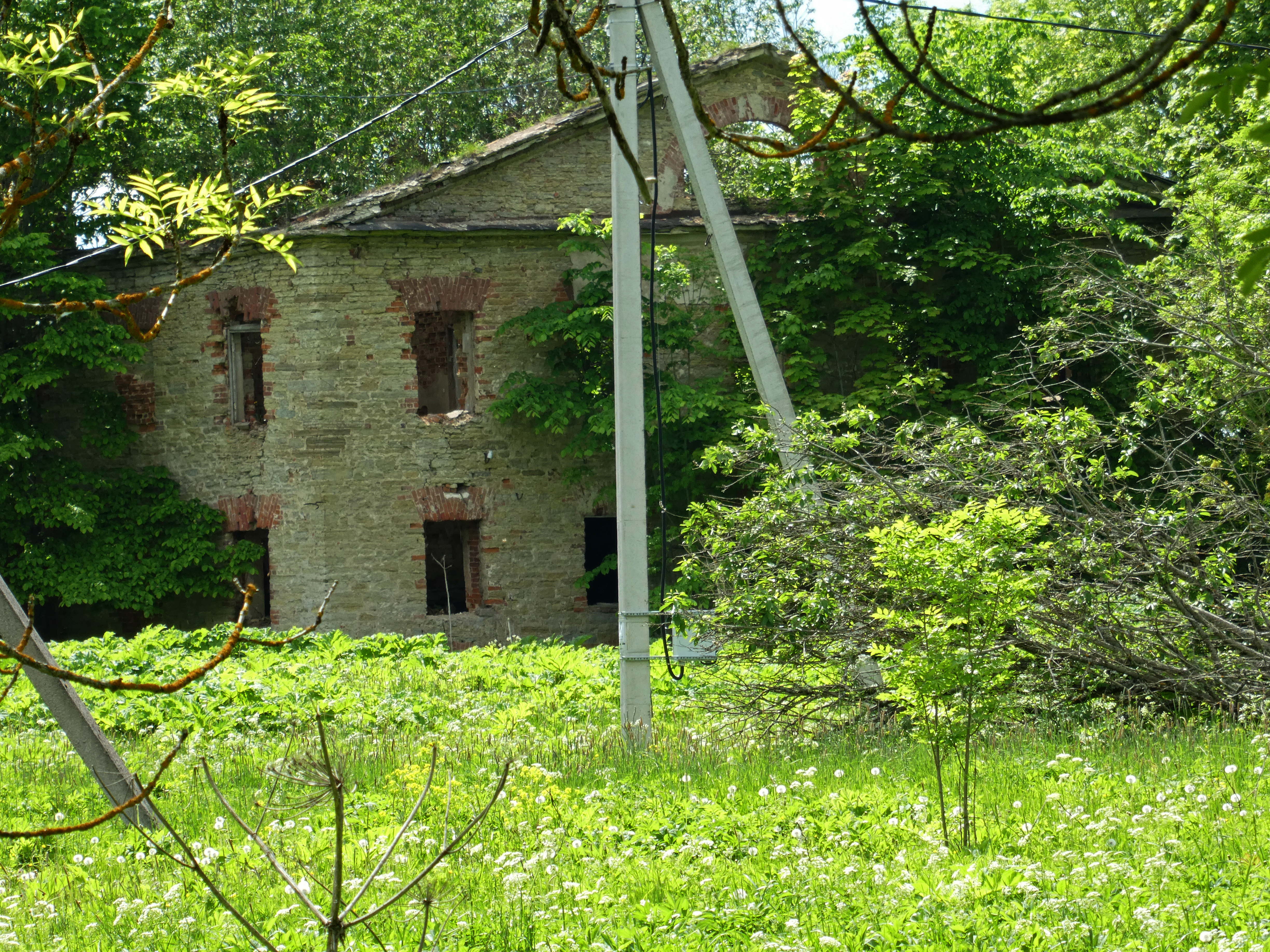
Конюшня (2022)
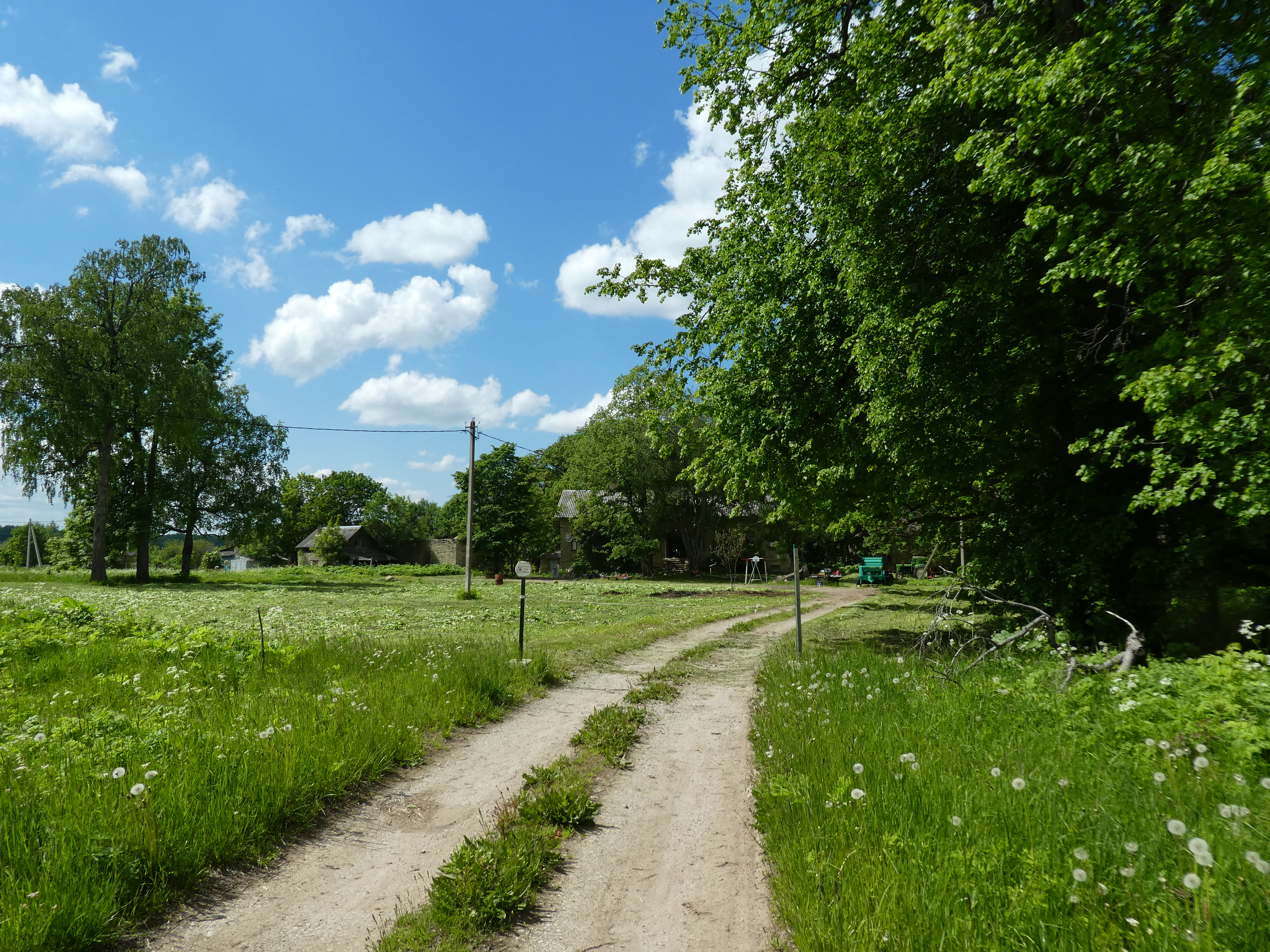
Вид на усадьбу при въезде в деревню (2022)